# 塩素酸レダクターゼ
塩素酸レダクターゼ（chlorate reductase）は、次の化学反応を触媒する酸化還元酵素である。
還元型受容体 + 塩素酸 {\displaystyle \rightleftharpoons } 受容体 + H2O + 亜塩素酸
この酵素の基質は還元型受容体と塩素酸で、生成物は受容体、H2Oと亜塩素酸である。
この酵素は酸化還元酵素に属する。組織名はchlorite:acceptor oxidoreductaseで、別名にchlorate reductase Cがある。